# Чемпіонат України з індорхокею серед чоловіків
Чемпіонат України з індорхокею  серед чоловіків - щорічне змагання  українських чоловіків команд з  індорхокею.  Найбільш титулованим клубом є ОКС«Колос»(Вінниця)

## Призери
| Сезон | Чемпіон             | Срібло                     | Бронза                             |
| ----- | ------------------- | -------------------------- | ---------------------------------- |
| 1992  | ?                   | ?                          | ?                                  |
| 1993  | ?                   | ?                          | ?                                  |
| 1994  | ?                   | ?                          | ?                                  |
| 1995  | ?                   | ?                          | ?                                  |
| 1996  | ?                   | ?                          | ?                                  |
| 1997  | ?                   | ?                          | Черкаська область                  |
| 1998  | ОКС«Колос»(Вінниця) | ?                          | Черкаська область                  |
| 1999  | ОКС«Колос»(Вінниця) | ?                          | ?                                  |
| 2000  | ОКС«Колос»(Вінниця) | ?                          | ?                                  |
| 2001  | ОКС«Колос»(Вінниця) | ?                          | Черкаська область                  |
| 2002  | ОКС«Колос»(Вінниця) | ?                          | ?                                  |
| 2003  | ОКС«Колос»(Вінниця) | ?                          | ?                                  |
| 2004  | ОКС«Колос»(Вінниця) | ?                          | Черкаська область                  |
| 2005  | ОКС«Колос»(Вінниця) | ?                          | ?                                  |
| 2006  | ОКС«Колос»(Вінниця) | ?                          | Черкаська область                  |
| 2007  | ОКС«Колос»(Вінниця) | ?                          | ?                                  |
| 2008  | ОКС«Колос»(Вінниця) | ?                          | Черкаська область                  |
| 2009  | ОКС«Колос»(Вінниця) | ?                          | ?                                  |
| 2010  | ОКС«Колос»(Вінниця) | «Олімпік-Динамо» (Вінниця) | Черкаська область                  |
| 2011  | ОКС«Колос»(Вінниця) | Черкаська область          | «Барс-Буревісник» (Бердичів.район) |
| 2012  | ОКС«Колос»(Вінниця) | ?                          | ?                                  |
| 2013  | ОКС«Колос»(Вінниця) | «Олімпік-Динамо» (Вінниця) | Черкаська область                  |
| 2014  | ОКС«Колос»(Вінниця) | ?                          | ?                                  |
| 2015  | ОКС«Колос»(Вінниця) | ?                          | ?                                  |
| 2016  | ОКС«Колос»(Вінниця) | Черкаська область          | «Старт»(Бердичів.район)            |
| 2017  | ОКС«Колос»(Вінниця) | ?                          | ?                                  |
| 2018  | ОКС«Колос»(Вінниця) | ?                          | «Олімпія»(Вінниця)                 |
| 2019  | ОКС«Колос»(Вінниця) | «Олімпія»(Вінниця)         | ?                                  |
| 2020  | ОКС«Колос»(Вінниця) | «Олімпія»(Вінниця)         | «Фенікс» (Житомирська область)     |
| 2021  | Вінницька область-1 | Чернівецька область        | ХК «Шостка»                        |

## Див.також
- Чемпіонат УРСР з хокею на траві серед чоловіків
- Чемпіонат України з хокею на траві серед чоловіків
- Чемпіонат України з хокею на траві серед жінок